# ASCL3
ASCL3 (англ. Achaete-scute family bHLH transcription factor 3) – білок, який кодується однойменним геном, розташованим у людей на 11-й хромосомі. Довжина поліпептидного ланцюга білка становить 180 амінокислот, а молекулярна маса — 20 797.
| 10         |  | 20         |  | 30         |  | 40         |  | 50         |
| ---------- |  | ---------- |  | ---------- |  | ---------- |  | ---------- |
| MDNRGNSSLP |  | DKLPIFPDSA |  | RLPLTRSFYL |  | EPMVTFHVHP |  | EAPVSSPYSE |
| ELPRLPFPSD |  | SLILGNYSEP |  | CPFSFPMPYP |  | NYRGCEYSYG |  | PAFTRKRNER |
| ERQRVKCVNE |  | GYAQLRHHLP |  | EEYLEKRLSK |  | VETLRAAIKY |  | INYLQSLLYP |
| DKAETKNNPG |  | KVSSMIATTS |  | HHADPMFRIV |  |            |  |            |

A: Аланін

C: Цистеїн

D: Аспарагінова кислота

E: Глутамінова кислота

F: Фенілаланін

G: Гліцин

H: Гістидин

I: Ізолейцин

K: Лізин

L: Лейцин

M: Метіонін

N: Аспарагін

P: Пролін

Q: Глутамін

R: Аргінін

S: Серин

T: Треонін

V: Валін

Кодований геном білок за функцією належить до репресорів. 
Задіяний у таких біологічних процесах, як транскрипція, регуляція транскрипції. 
Білок має сайт для зв'язування з ДНК. 
Локалізований у ядрі.